# Architesma angulifascia
Architesma angulifascia is een vlinder uit de familie van de spinneruilen (Erebidae). De wetenschappelijke naam van deze soort werd voor het eerst voorgesteld als Eilema angulifascia door Embrik Strand in een publicatie uit 1913.
Deze soort komt voor in tropisch Afrika waaronder Sierra Leone, Kameroen, Congo-Kinshasa, Oeganda en Kenia.